# Pseudoxenos tigridis
Pseudoxenos tigridis är en insektsart som beskrevs av Pierce 1911. Pseudoxenos tigridis ingår i släktet Pseudoxenos och familjen stekelvridvingar. Inga underarter finns listade i Catalogue of Life.